# Rudi Gernreich

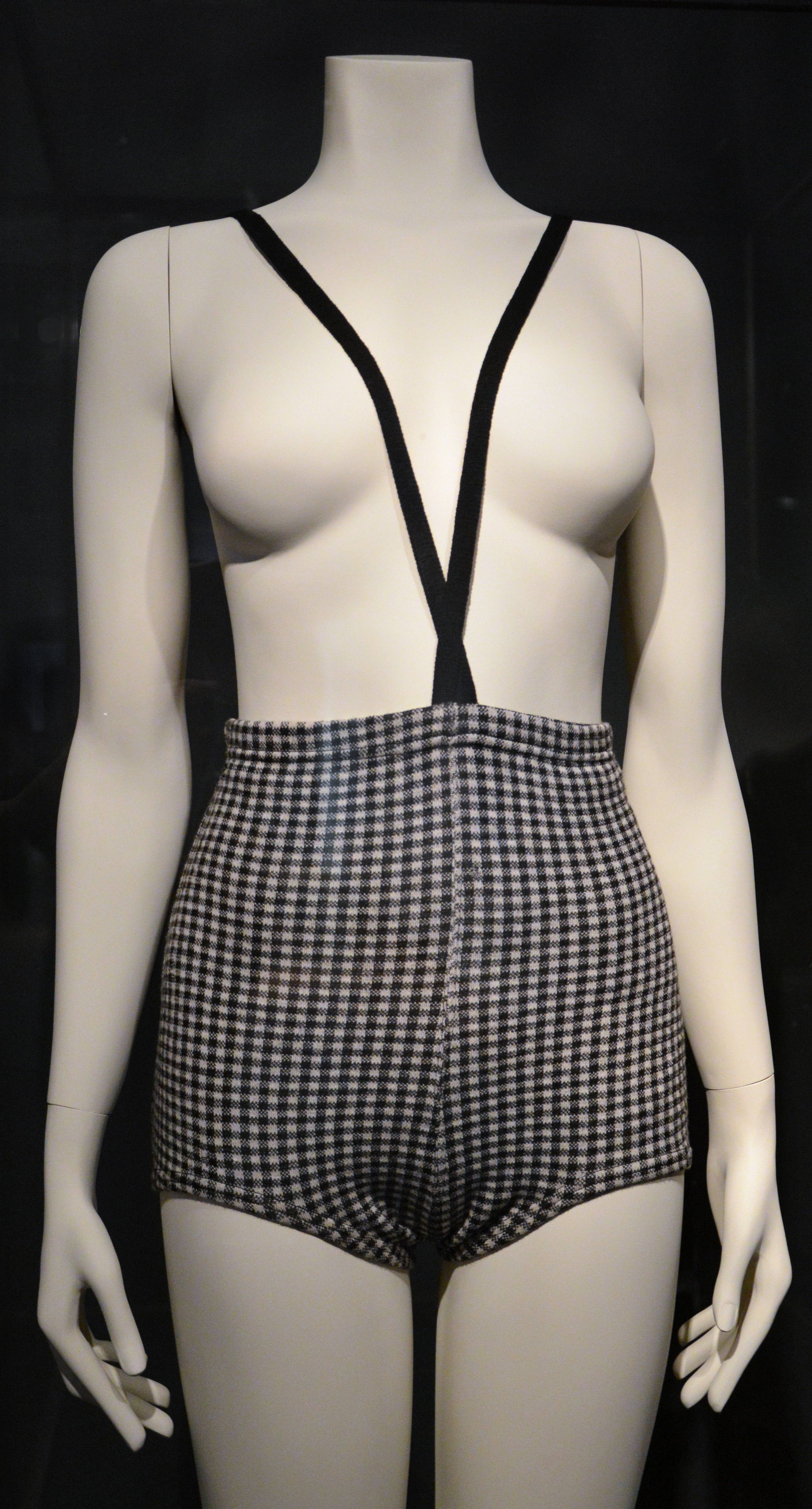
Wollen monokini, Rudi Gernreich voor Harmon Knitwear, 1964

Rudolf (Rudi) Gernreich (Wenen, 8 augustus 1922 – Los Angeles, 21 april 1985) was een Oostenrijks-Amerikaans avant-gardistisch modeontwerper.
Zijn ontwerpen worden gezien als de meest innovatieve en dynamische mode van de jaren 60. Gernreich sprak zich met zijn kledingontwerpen uit over maatschappelijke onderwerpen, zoals seksuele vrijheid. Hij ontwierp onder meer uniseks kleding en de topless monokini en gebruikte als eerste uitsparingen, vinyl en plastic in kleding.
Verder was Gernreich actief in de vroege homorechtenbeweging en stond hij mee aan de wieg van de Mattachine Society.
- Bibliothèque nationale de France: cb13542435h (data)
- Gemeinsame Normdatei: 119126192
- International Standard Name Identifier: 0000 0000 6677 8510
- Library of Congress Control Number: n91023716
- National Gallery of Victoria: 11570
- Nationale Bibliotheek van Israël: 987007443718105171
- Nederlandse Thesaurus van Auteursnamen: 107156148
- RKD-Nederlands Instituut voor Kunstgeschiedenis: 249704
- SNAC: w6b86dm0
- Système universitaire de documentation: 050736175
- Union List of Artist Names: 500021505
- Virtual International Authority File: 57418092
- WorldCat: E39PBJfrGKH9MHXFBkX367QjG3